# Tan Yujiao
Dans ce nom chinois, le nom de famille, Tan, précède le nom personnel.
Pour les articles homonymes, voir TAN.
Tan Yujiao (en chinois : 谭玉娇), née le 4 octobre 1990 à Shaoshan (Hunan), est une haltérophile handisport chinoise concourant en -67 kg. Elle est double championne paralympique (2016, 2020) et triple championne du monde (2014, 2017, 2019).

## Carrière
À l'âge de 7 ans, on lui diagnostique une ostéomyélite au niveau du pied droit qui nécessite une intervention chirurgicale, pied qu'elle se fracture quelques mois plus tard et qui entraînement un mauvais développement de sa jambe droite.
Tan fait ses débuts aux Jeux paralympiques en 2012 où elle monte sur la 2e marche du podium derrière la Française Souhad Ghazouani. Deux ans plus tard, elle bat le record du monde de sa catégorie en soulevant 134.5 kg lors des Mondiaux 2014. Aux Jeux de 2016, elle décroche le titre avec le record du monde et le record paralympique à la clef.
Pour les Jeux paralympiques d'été de 2020, elle réussit à conserver son titre en -67 kg. Quelques semaines plus tard, elle ne réussit pas à conserver son titre mondial et est battue par la Nigériane Lucy Ogechukwu Ejike qui réussit à soulever 126 kg, soit un kilo de plus que la Chinoise.
Lors des Jeux paralympiques d'été de 2024, elle est élue à la Commission des athlètes du Comité international paralympique.